# Зденек Фібіх
Зденек Фібіх (чеськ. Zdeněk Fibich; 21 грудня 1850, хутір Вшебожіч, біля Часлава — 15 жовтня 1900, Прага) — чеський композитор класичної музики.
|  | Це незавершена стаття про композитора. Ви можете допомогти проєкту, виправивши або дописавши її. |

1. ↑  BillionGraves — 2011.
2. ↑  Find a Grave — 1996.